# Hoàng Thạch Cảng
Hoàng Thạch Cảng (chữ Hán giản thể: 黄石港区, Hán Việt: Hoàng Thạch Cảng khu) là một quận thuộc địa cấp thị Hoàng Thạch (黄石市), tỉnh Hồ Bắc, Cộng hòa Nhân dân Trung Hoa. Quận này có diện tích 34,9 km2, dân số năm 2004 là 200.000 người. Về mặt hành chính, quận này được chia ra thành các đơn vị hành chính gồm 5 nhai đạo: Hoàng Thạch Cảng, Trầm Gia Doanh, Hồng Kỳ Kiều, Thắng Dương, Giang Bắc Lý Khu.